# Kangoeroes
Kangoeroes (Macropodidae) vormen een familie van buideldieren, met ongeveer 54 soorten in 13 geslachten. Kangoeroes komen van nature voor in Australië, Nieuw-Guinea en op enkele nabijgelegen eilanden. Sommige soorten bewonen eilanden van de Indonesische archipel ten oosten van de Wallacelijn. Tot de familie behoren onder meer de reuzenkangoeroes (Macropus), wallabies, boomkangoeroes en pademelons.
Leden van deze familie zijn middelgroot tot groot (0,5–80 kg). De grootste soort is de rode reuzenkangoeroe (Osphranter rufus), waarvan de mannetjes zo'n 80 kg kunnen wegen. Bij de geboorte zijn kangoeroejongen relatief onderontwikkeld, doorgaans niet groter dan twee cm lang. Tijdens de geboorte kruipen ze met hun voorpoten vanaf het geboortekanaal naar de buidel waar ze hun bek over een tepel schuiven en zich gedurende langere tijd verder ontwikkelen. 
In rust staan kangoeroes met de hele voet op de grond terwijl ze gelijktijdig op hun staart leunen. Ze hebben lange, smalle voeten en krachtige achterpoten. De vierde teen van de voet is de langste en sterkste. Deze ligt in een lijn met de belangrijkste botten van de ledemaat en brengt de stuwkracht van het springen over. Deze teen is echter minder groot bij rotskangoeroes en boomkangoeroes. De staart is bij de meeste kangoeroes lang en zwaar, en wordt gebruikt als tegengewicht bij het tweebenige springen op hoge snelheid. De meeste kangoeroes zijn nachtdieren; enkele soorten zijn overdag of in de schemering actief.

## Bewegingsapparaat
Om snel te bewegen, springen de meeste kangoeroes met beide achterpoten tegelijk (hetgeen afwijkt van de meeste andere tweevoetige dieren). Het dier vertrekt met een duw van zijn grote en gespierde achterpoten. Bij hoge snelheden (tot 50 km per uur) blijft de staart van de grond en wordt gebruikt voor het evenwicht. Kangoeroes kunnen zich heel efficiënt voortbewegen doordat spieren en pezen gebruikt worden als elastiek om kinetische energie tijdelijk op te slaan in potentiële energie en die weer te gebruiken bij het afzetten. Onder meer de achillespees en de staart dragen hieraan bij. De op-en-neer-beweging van de staart is synchroon met de achterpoten waardoor de staart de afzetkracht van de achterpoten versterkt. Bij lage snelheid steunen kangoeroes op hun voorpoten en staart, terwijl ze hun achterpoten naar voren zwaaien. Vreemd genoeg kunnen ze niet achteruit lopen. Bij lage snelheden is springende voortbeweging inefficiënt en energetisch duur. De staart is dan verantwoordelijk voor evenveel voortbeweging als de voor- en achterpoten gecombineerd. Bij het eerste deel van de staart zijn de staartbeenderen even groot als de rugwervels en die kunnen veel gewicht dragen. De stekelstaartkangoeroes drukken de punt van hun staart in de ondergrond om extra impuls te geven wanneer het dier springt. Hoewel de meeste kangoeroes een staart en achterpoten hebben die gespecialiseerd zijn om te springen, hebben enkele soorten kortere en bredere achterpoten en een kortere staart. Dit zijn de boomkangoeroes, die uitstekende klimmers zijn, de pademelons, die vaak met een viervoetige gang lopen, en de relatief kortstaartige quokka.

## Schedel
Kangoeroes hebben een lange en smalle schedel, meestal een lange snuit, en een kop die klein lijkt in verhouding tot de grootte van het lichaam. De holte op de opstaande achterdelen van de onderkaak waarin de wangkauwspier deels verzinkt is diep en er is een kanaal aanwezig in het onderkaakbeen. De tandformule van de meeste kangoeroes is 3.1/0.2.41.0.2.4 × 2 = 32-34, dat wil zeggen drie snijtanden, een of geen hoektand, twee valse kiezen en vier ware kiezen in elke helft van de bovenkaak, en een snijtand, geen hoektand, twee valse kiezen en vier ware kiezen in elke helft van de onderkaak. Eén soort heeft extra kiezen. Net als bij alle klimbuideldieren hebben kangoeroes een stel, extra grote snijtanden in de onderkaak die recht naar voren zijn gericht. Bij meeste andere zoogdieren met snijtanden in beide kaken staan alle snijtanden rechtop en tegenover elkaar. Hun tweede en derde snijtanden in de bovenkaak staan naast de eerste (en niet achter de eerste zoals bij andere klimbuideldieren). Hierdoor is er een doorlopende snijrand aan de voorkant van de mond. Wanneer de dieren bijten, raken de liggende onderste snijtanden de boventanden niet, maar drukken in een stevig kussentje op het gehemelte, net achter de bovenste snijtanden. Deze plaatsing van de tanden lijkt veel op die van runderen en hertachtigen. De hoektanden zijn afwezig of rudimentair, en er is een aanzienlijke ruimte die de snijtanden scheidt van de kiezen. Het patroon van tandvervanging is ongebruikelijk. Een jonge kangoeroe heeft 2 bladvormige bovenste melkkiezen, die al snel worden afgestoten en vervangen door een bladachtig valse kies. De kiezen breken achtereenvolgens door, waarbij de eerste uitvalt en andere naar voren bewegen naarmate het dier groeit. De kiezen van kangoeroes hebben hoge kronen zodat ze langdurig kunnen slijten, en vier knobbels met halvemaan- of ribbelvormige patronen, zodat ze geschikt zijn om stugge plantenvezels fijn te malen.

## Spijsverteringsstelsel
Kangoeroes zijn gras- en bladeters. Ze hebben een complexe maag met compartimenten, waarvan er één dient als plaats voor fermentatie (vertering) door micro-organismen. Sommige soorten braken zelfs voedsel op om extra te kauwen.

## Voortplantingssysteem
Een vrouwtjeskangoeroe heeft een goed ontwikkelde buidel die naar boven opent. De voortplantingscyclus wordt gekenmerkt door een periode van embryonale rust, waarin de blastula de ontwikkeling opschort. Soms dragen vrouwtjes van de meeste soorten jongen van 3 leeftijden - een in de baarmoeder, een in de buidel en vastgebeten aan een tepel, en de derde leeft uit de buidel maar keert terug om te zogen.

## Interactie met mensen
Sommige van de grote kangoeroes hebben het goed gedaan sinds de Europese kolonisatie, terwijl andere achteruit zijn gegaan als gevolg van jacht, vernietiging van leefgebieden en predatie en concurrentie door geïntroduceerde soorten. Hierdoor zijn sindsdien enkele soorten uitgestorven. In Australië maakten de Aboriginals eeuwenlang jacht op de kangoeroe voor de vacht en vlees. Dit had weinig gevolgen voor de populatie. De komst van Europeanen had echter een grote invloed op de kangoeroes. Ze vernietigden grote delen van hun leefgebied om ruimte te maken voor onder meer schapen en akkerbouw en introduceerden uitheemse zoogdieren zoals vos, kat, hond en konijn. Enkele (vooral kleinere) kangoeroesoorten stierven uit, maar het aantal reuzenkangoeroes nam toe. Door het vernietigen van bossen ontstonden grote grazige gebieden die uitermate geschikt waren voor reuzenkangoeroes. Deze worden vaak als een plaagsoort gezien, omdat ze gras eten waarvan ook productiedieren moeten leven. Ze worden daarom door boeren in groten getale afgeschoten. Ook de toename van de vraag naar kangoeroevlees en -leer draagt hieraan bij.

## Naamgeving
De naam Macropodidae betekent "grootpotigen", wat verwijst naar hun enorme achterpoten. Het woord 'kangoeroe' is afgeleid van 'gangurru' wat in het Guugu Yimidhirr 'zwarte kangoeroe' betekent. De naam is voor het eerst opgetekend op 4 augustus 1770 door luitenant James Cook aan de oever van de Endeavourrivier, niet ver van het huidige Cooktown. Het Guugu Yimidhirr is de taal die gesproken wordt door de oorspronkelijke bevolking van de streek. Volgens een wijdverspreide mythe komt het woord kangoeroe van 'kagoroo' wat in het Guugu Yimidhirr ik versta je niet zou betekenen. Volgens het verhaal waren luitenant James Cook en de natuurkundige Sir Joseph Banks de streek aan het verkennen toen ze het dier zagen. Ze vroegen aan een inheemse wat de naam was van het dier. Die antwoordde: kagoroo. Zo zou de Engelse naam 'kangaroo' voor het dier zijn geboren. In de jaren zeventig heeft de antropoloog John Beard Haviland dit verhaal ontkracht nadat hij onderzoek deed bij het Guugu Yimidhirrvolk.

## Verspreiding
Kangoeroes komen van nature voor in Australië, Nieuw-Guinea en op enkele nabijgelegen eilanden van de Indonesische archipel. Daarnaast zijn ze ingevoerd op Nieuw-Zeeland, Hawaï en in Groot-Brittannië.

## Geslachten en soorten
De familie wordt als volgt ingedeeld:
- Onderfamilie Lagostrophinae
  - Geslacht Lagostrophus (Gestreepte buidelhazen - 1 soort)
- Onderfamilie Macropodinae
  - Geslachtengroep Dendrolagini
    - Geslacht Dendrolagus (Boomkangoeroes - 14 soorten)
    - Geslacht Dorcopsis (Struikwallaby's - 4 soorten)
    - Geslacht Dorcopsulus (2 soorten)
    - Geslacht Petrogale (Rotskangoeroes - 17 soorten)
    - Geslacht Thylogale (Pademelons - 6 soorten)

  - Geslachtengroep Macropodini
    - Geslacht Lagorchestes (Buidelhazen - 4 soorten)
    - Geslacht Macropus (2 soorten)
    - Geslacht Notamacropus (8 soorten)
    - Geslacht Onychogalea (Stekelstaartkangoeroes - 3 soorten)
    - Geslacht Osphranter (4 soorten)
    - Geslacht Setonix (Quokka's - 1 soort)
    - Geslacht Wallabia (Moeraswallaby's - 1 soort)

Enkele bekende kangoeroesoorten zijn:
- Macropus giganteus (grijze reuzenkangoeroe)
- Osphranter rufus (rode reuzenkangoeroe)
- Osphranter robustus (wallaroe, bergkangoeroe of euro)
- Notamacropus rufogriseus (Bennettwallaby)
- Dendrolagus goodfellowi (Goodfellowboomkangoeroe)
- Procoptodon goliah (uitgestorven)

Een fossiele soort is onder andere de Watutia.